# Список самых высоких зданий Лас-Вегаса
Ниже представлен список самых высоких зданий города Лас-Вегас (штат Невада, США). Всего в городе и его пригородах насчитывается 174 высотных здания (по данным на начало 2024 года), 43 из которых имеют высоту 400 и более футов (121,92 м) — именно они указаны в данном списке. Для сравнения: в 2009 году в городе насчитывалось 167 высотных зданий.
По количеству достроенных зданий высотой 150 и более метров Лас-Вегас занимает следующие позиции:
- № 85 в списке «Самый высокий город мира»
- № 16 в списке «Самый высокий город Северной Америки»
- № 13 в списке «Самый высокий город США»

## Список
В списке указаны здания Лас-Вегаса (и его ближайших пригородов) высотой 400 и более футов (121,92 м), сданные в эксплуатацию, либо ещё не сданные, но уже достроенные до своей максимальной высоты. В столбце «Высота» указана архитектурная высота, то есть, включаются шпили и другие архитектурные элементы, но не включаются легко демонтируемые конструкции: антенны, флагштоки и т. п. Знак равенства (=) после порядкового номера говорит о том, что эти два (или более) здания равны по высоте. В список включено также несколько сооружений (не зданий) — это сделано для сравнения, в столбце «№ п/п» у них стоит прочерк (—). Согласно правилу Совета по высотным зданиям и городской среде, «отдельно стоящие смотровые башни не считаются зданиями, поскольку они не являются полностью пригодными для жилья сооружениями».
Много небоскрёбов расположено на Лас-Вегас-Стрип — улице, непосредственно примыкающей к городу Лас-Вегас, но юридически в его состав не входящей. Нижеследующий список включает небоскрёбы, которые находятся в черте города Лас-Вегас и близлежащих населённых пунктов, которые используют «Лас-Вегас» в качестве официального адреса. Почтовая служба США использует обозначение «Las Vegas, NV» также для городов Парадайс, Уинчестер и Спринг-Валли; и на самом деле различие между собственно Лас-Вегасом и этими городами почти неуловимо.

Сортировка по умолчанию — по высоте, по убыванию. Также любой столбец можно отсортировать по алфавиту/в обратном порядке или по убыванию/возрастанию, нажав на заглавие столбца.
| № п/п | Название                              | Фото                                          | Высота, м | Этажей | Год сдачи в эксплуатацию | Комментарии, ссылки |
| ----- | ------------------------------------- | --------------------------------------------- | --------- | ------ | ------------------------ | --- |
| —     | Стратосфера Лас-Вегас                 |                                               | 350,2     | —      | 1996                     | Самая высокая смотровая башня в США, вторая по высоте в Западном полушарии. |
| 1     | Fontainebleau Las Vegas               |                                               | 224,6     | 68     | 2023                     | Здание было достроено (до своей максимальной высоты) в 2008 году, но было сдано в эксплуатацию лишь 15 лет спустя в связи с экономическим кризисом. Отель-казино (3644 номера, 16 100 м² игровой зоны). |
| 2     | Resorts World Las Vegas               |                                               | 205,4     | 59     | 2021                     | Отель, казино и торговый центр (3506 номеров, 10 900 м² игровой зоны). Закладка фундамента в 2015 году, начало строительства в 2017 году. |
| 3     | The Palazzo                           |                                               | 195,7     | 53     | 2007                     | Отель-казино (3066 номеров, 9800 м² игровой зоны). |
| 4     | Encore Las Vegas                      |                                               | 192,3     | 48     | 2008                     | Отель-казино и «курорт» (2034 номера, 6700 м² игровой зоны). |
| 5     | Trump International Hotel Las Vegas   |                                               | 189,6     | 64     | 2008                     | Отель, кондоминиум и таймшер. |
| 6     | Wynn Las Vegas                        |                                               | 187,1     | 45     | 2005                     | «Курорт» и казино (2716 номеров, 10 300 м² игровой зоны). |
| 7=    | The Cosmopolitan Boulevard Tower      |                                               | 185,9     | 51     | 2010                     | Отель-казино, состоящее из двух корпусов (см. следующий пункт). |
| 7=    | The Cosmopolitan Chelsea Tower        |                                               | 185,9     | 53     | 2010                     | Отель-казино, состоящее из двух корпусов (см. предыдущий пункт). В совокупности: 3033 номера, 9300 м² игровой зоны. |
| 9=    | Aria Resort and Casino                |                                               | 182,9     | 49     | 2009                     | «Курорт» и казино (в совокупности: 4004 номера, 14 000 м² игровой зоны). Состоит из двух стеклянных изогнутых небоскрёбов. |
| 9=    | Элара                                 |                                               | 182,9     | 50     | 2009                     | Гостиница-таймшер (1201 номеров-квартир). |
| 11    | Vdara                                 |                                               | 173,7     | 57     | 2009                     | Кондо-отель (1495 номеров) и спа. |
| 12    | Waldorf Astoria Las Vegas             |                                               | 170,7     | 47     | 2009                     | Отель и кондоминиум (389 номеров и 225 квартир). |
| —     | High Roller                           |                                               | 167,6     | —      | 2014                     | Самое высокое в мире колесо обозрения с 2014 по 2021 год. |
| —     | Paris Las Vegas                       |                                               | 164,6     | —      | 1999                     | Копия известной парижской Эйфелевой башни, выполненная в масштабе 1:2 (ровно в два раза ниже оригинала). Отель-казино (2916 номеров, 8850 м² игровой зоны). Также на территории находятся копии Триумфальной арки, Луврского дворца, Оперы Гарнье и Музея Орсе. |
| 13    | Нью-Йорк, Нью-Йорк                    |                                               | 161,2     | 45     | 1997                     | Отель-казино (2024 номера, 4809 м² игровой зоны). На территории расположены копии известных нью-йоркских зданий в миниатюре: - Эмпайр-стейт-билдинг (высота 161,2 метра) — самое высокое здание в Лас-Вегасе с 1996 по 2005 год) - Крайслер-билдинг (высота ок. 152 метров) - Муниципальное здание Манхэттена - Сони-билдинг - Мэйн-Иммигрейшен-билдинг с острова Эллис - Музей американского искусства Уитни - Центральный вокзал |
| 14    | Palms Place                           |                                               | 157,6     | 47     | 2008                     | Кондо-отель (599 номеров). |
| 15    | Белладжио                             |                                               | 154,8     | 36     | 1998                     | Отель-казино и «курорт» (3933 номера, 14 500 м² игровой зоны). На территории находится известный музыкальный фонтан «Фонтаны Белладжио», есть собственная галерея изящных искусств, зимний сад, ботанический сад. |
| 16=   | The Martin                            | The Martin — небоскрёб справа                 | 152,4     | 45     | 2008                     | Кондоминиум (372 квартиры). Одно из трёх зданий комплекса Panorama Towers. |
| 16=   | Sky Las Vegas                         |                                               | 152,4     | 45     | 2007                     | Кондоминиум (409 квартир). |
| 18    | Delano Las Vegas                      |                                               | 147,8     | 43     | 2003                     | Отель (1117 номеров). |
| 19=   | Мандалай-Бэй                          |                                               | 146,3     | 43     | 1999                     | «Курорт»-казино, пять этажей занимает отель Four Seasons (3209 номеров, 13 749 м² игровой зоны). В 2007 году с 32-го этажа отеля Стивен Пэддок открыл огонь по мирным людям, убив 60 человек. |
| 19=   | Circa Resort & Casino                 |                                               | 146,3     | 35     | 2020                     | «Курорт»-казино (512 номеров, 743 м² игровой зоны). Самое высокое здание в юридических границах собственно города Лас-Вегас. |
| 21—24 | Turnberry Place                       |                                               | 145,4     | 38     | 2001—2006                | Комплекс из четырёх башен-близнецов, кондоминиум (720 квартир). |
| 25—27 | The Signature at MGM Grand            |                                               | 144,8     | 38     | 2006—2007                | Комплекс из трёх башен-близнецов, кондо-отель (1728 номеров). |
| 28    | Венецианский Лас-Вегас                |                                               | 144,8     | 37     | 1999                     | Отель-казино (4049 номеров, 11 000 м² игровой зоны). |
| 29    | Allure Las Vegas                      |                                               | 142       | 41     | 2007                     | Кондоминиум. |
| 30    | Palms Fantasy Tower                   |                                               | 139,6     | 40     | 2005                     | «Курорт»-казино (703 номера, 8739 м² игровой зоны). |
| 31—32 | Turnberry Towers                      |                                               | 138,1     | 45     | 2007—2008                | Комплекс из двух башен-близнецов, кондоминиум (636 квартир). |
| 33    | Дворцовая башня                       |                                               | 132,6     | 30     | 1997                     | |
| 34—35 | Veer Towers                           |                                               | 132       | 37     | 2010                     | Комплекс из двух башен-близнецов, кондоминиум (670 квартир). Здания наклонены друг к другу под углом 5°. |
| 36=   | Маскарадная башня                     |                                               | 128,9     | 41     | 1997                     | Отель-казино (2520 номеров, 10 900 м² игровой зоны). |
| 36=   | Palms Ivory Tower                     |                                               | 128,9     | 42     | 2001                     | |
| 38—39 | Panorama Towers                       | Panorama Towers — небоскрёбы слева и в центре | 128       | 33     | 2006—2007                | Две башни-близнецы. Два из трёх зданий комплекса Panorama Towers. |
| 40    | Marriott's Grand Chateau              |                                               | 128       | 38     | 2008                     | Таймшер (643 квартиры). |
| 41    | Hilton Grand Vacations Club — Башня 2 |                                               | 123,4     | 39     | 2006                     | Таймшер. |
| 42=   | The D Las Vegas                       |                                               | 121,9     | 34     | 1980                     | Отель-казино (638 номеров, 3900 м² игровой зоны). |
| 42=   | Planet Hollywood Resort & Casino      |                                               | 121,9     | 40     | 2000                     | Отель-казино (2494 номера, 5989 м² игровой зоны). |

## Хронология
| Название                | Фото | Годы лидерства | Высота, м | Этажей | Комментарии, ссылки                            |
| ----------------------- | ---- | -------------- | --------- | ------ | ---------------------------------------------- |
| Riviera                 |      | 1955—1956      | 29,6      | 9      | Первый высотный «курорт» Лас-Вегас-Стрип.      |
| Фримонт                 |      | 1956—1961      | 53,9      | 15     | Первый высотный «курорт» даунтауна Лас-Вегаса. |
| Ориентир                |      | 1962—1969      | 90,5      | 31     |                                                |
| Westgate Las Vegas      |      | 1969—1979      | 114,3     | 30     |                                                |
| The D Las Vegas         |      | 1979—1997      | 121,9     | 34     |                                                |
| Нью-Йорк, Нью-Йорк      |      | 1997—2005      | 161,2     | 45     |                                                |
| Wynn Las Vegas          |      | 2005—2007      | 187,1     | 45     |                                                |
| The Palazzo             |      | 2007—2009      | 195,7     | 53     |                                                |
| Fontainebleau Las Vegas |      | 2009 — н. в.   | 224,6     | 68     |                                                |